# دوک نورماندی

شجره‌نامه دوک‌های اولیه نورماندی و پادشاهان نورمن انگلستان

در قرون وسطی، دوک نورماندی حاکم دوک‌نشین نورماندی در شمال‌غربی فرانسه و به مرکزیت شهر روآن بود. دوک‌نشین از اعطای زمین به رهبر وایکینگ‌ها، رولو توسط پادشاه فرانک باختری، شارل سوم در سال ۹۱۱ به‌وجود آمد. در سال ۹۲۴ و دوباره در سال ۹۳۳، نورماندی با کمک‌های سلطنتی گسترش یافت. فرزندان رولو تا سال ۱۱۳۵ بر آن حکومت کردند. در سال ۱۲۰۲، فیلیپ دوم، پادشاه فرانسه، نورماندی را به عنوان یک تیول مغلوب اعلام و تا سال ۱۲۰۴ ارتش او آن را فتح کرد. پس از آن به عنوان یک استان سلطنتی فرانسه باقی ماند که هنوز دوک‌نشین نورماندی نامیده می‌شد، اما فقط گاهی به دوک خاندان سلطنتی به عنوان نمادین اعطا میشد.
علیرغم از دست دادن سرزمین اصلی نورماندی در قرن سیزدهم، و انقراض خود دوک‌نشین در جمهوری فرانسه امروزی، در جزایر مانش، پادشاه بریتانیا همچنان با عنوان «دوک نورماندی» شناخته می‌شود. این عنوانی است که برای پادشاه یا ملکه پادشاهی بریتانیای کبیر استفاده می‌شود.

نماد و پرچم دوک‌های نورماندی

## تاریخچه عنوان
هیچ سابقه‌ای مبنی بر نگهداری یا استفاده از این عنوان توسط رولو وجود ندارد. پسر و نوه او، دوک گیوم (ویلیام) یکم و دوک ریچارد یکم، از القاب «کنت انگلیسی: count» (لاتین کومس یا کنسول) و «شاهزاده» (princeps) استفاده می‌کردند. پیش از سال ۱۰۶۶، رایج‌ترین عنوان فرمانروای نورماندی انگلیسی: Count of Normandy، لاتین: comes Normannians یا Count of Normans" (comes Normannorum) بود. عنوان کنت روآن (Count of Rouen یا comes Rotomagensis) هرگز در هیچ سند رسمی مورد استفاده قرار نگرفت، اما نویسنده ناشناس یک مرثیه (planctus) در مورد ویلیام یکم و پسرش از آن استفاده کرد. ادمر دو شبن، با مخالفت با ادعاهای نورمن‌ها برای عنوان دوک، هنوز در اواخر دهه ۱۰۲۰ از فرمانروای نورمن به عنوان «کنت روآن» یاد می‌کرد. در قرن دوازدهم، مورخ ایسلندی آری تورگیلسون در Landnámabók خود از رولو به عنوان Ruðu jarl (ارل روآن) یاد کرد، که تنها شکل تأیید شده در نورس قدیم است، اگرچه برای اثبات عمل قرن دهم بسیار دیر شده‌است. مورخ نورمن اواخر قرن یازدهم، ویلیام پواتیه، عنوان «کنت روآن» را برای فرمانروایان نورمن تا ریچارد دوم به کار برد. اگرچه ارجاعات به فرمانروایان نورمن به عنوان کنت روآن نسبتاً کم و محدود به منابع روایی است، اما شواهد مستندی در مورد عنوان‌های نورمن قبل از اواخر قرن دهم وجود ندارد.
اولین استفاده ثبت شده از عنوان دوک (duxe) در اقدامی به نفع صومعه فکمپ در سال ۱۰۰۶ توسط ریچارد دوم، دوک نورماندی است. پیش از این، نویسنده ریچر ریمز، ریچارد یکم را dux pyratorum نامیده بود، اما این فقط به معنای «رهبر دزدان دریایی» است و عنوانی نبود. در زمان حکومت ریچارد دوم، صدارت پادشاه فرانسه برای اولین بار فرمانروای نورمن را «دوک نورمن‌ها» (dux Normannorum) خطاب کرد. در اواخر سلطنت دوک ویلیام دوم (۱۰۳۵–۱۰۸۷)، حاکم نورماندی می‌توانست خود را «شاهزاده و دوک، کنت نورماندی» بنویسد که گویی مطمئن نبود عنوانش چیست. معادل واقعی کلمه لاتین «دوک نورماندی»، dux Normanniae، تا سال ۱۰۶۶ مورد استفاده قرار گرفت، اما تا دوره آنژوین (۱۱۴۴–۱۲۰۴)، در زمانی که هویت نورمن در حال محو شدن بود، جایگزین دوکس Normannorum نشد.
ریچارد یکم عنوان «مارکی» (مارکیو) را در اوایل سال ۹۶۶ آزمایش کرد، زمانی که از آن در حکم شاه لوتار نیز استفاده شد. ریچارد دوم گهگاه از آن استفاده می‌کرد، اما به نظر می‌رسد او عنوان دوک را ترجیح داده‌است. این ترجیح او برای عنوان دوک در منشورهای خود است که مورخان را به این باور رسانده‌است که این عنوان انتخابی حاکمان نورمن است، اما مسلماً از طرف پادشاه فرانسه به آنها اعطا نشده‌است. در قرن دوازدهم، صومعه فکمپ این افسانه را منتشر کرد که عنوان دوک توسط پاپ بندیکت هشتم (۱۰۱۲–۱۰۲۴) به ریچارد دوم اعطا شده‌است. صدراعظم فرانسه به‌طور منظم از آن استفاده نمی‌کرد تا اینکه پس از سال ۱۲۰۴، زمانی که دوک‌نشین توسط پادشاه فرانسه تصرف شد و نورماندی خودمختاری و حاکمان بومی خود را از دست داد.
دلیل واقعی اتخاذ عنوانی بالاتر از عنوان کنت این بود که حاکمان نورماندی شروع به اعطای عنوان مشترک به اعضای خانواده خود کردند. ایجاد کنت‌های نورمن به فرمان حاکم نورماندی، ایجاب می‌کرد که دومی عنوان بالاتری بگیرد. همین روند در قرن یازدهم در دیگر شاهزادگان فرانسه در جریان بود، زیرا عنوان comital به‌طور گسترده‌تری مورد استفاده قرار گرفت و بنابراین ارزش آن کاهش یافت. نورمن‌ها با این وجود عنوان کنت را برای خانواده دوک حفظ کردند و به هیچ عضوی غیر از خانواده دوک اعطا نشد تا اینکه هلیاس سن سان توسط هنری یکم در سال ۱۱۰۶ به عنوان کنت آرک انتخاب شد.
از سال ۱۰۶۶، زمانی که ویلیام دوم انگلستان را فتح کرد و به پادشاه ویلیام یکم انگلستان تبدیل شد، عنوان دوک نورماندی اغلب توسط پادشاه انگلستان استفاده می‌شد. در سال ۱۰۸۷، ویلیام درگذشت و این عنوان به پسر بزرگش، رابرت کورتوز، رسید، در حالی که دومین پسرش، ویلیام روفوس، انگلستان را به ارث برد. در سال ۱۰۹۶، رابرت نورماندی را به ویلیام واگذار کرد که برادر دیگری به نام هنری یکم در سال ۱۱۰۰ جانشین وی شد. در سال ۱۱۰۶، هنری نورماندی را فتح کرد و تا سال ۱۱۴۴ جزئی از املاک پادشاه انگلستان باقی ماند، زمانی که در طول جنگ داخلی معروف به آنارشی، توسط جفری پلانتاژنه ، کنت آنژو فتح شد. پسر جفری، هنری دوم، نورماندی (۱۱۵۰) و سپس انگلستان (۱۱۵۴) را به ارث برد و این دو عنوان را دوباره به هم پیوند داد. در سال ۱۲۰۲، فیلیپ دوم، پادشاه فرانسه، به عنوان فرمانروای فئودال، نورماندی را مغلوب اعلام کرد و تا سال ۱۲۰۴ ارتش او آن را فتح کرد. هنری سوم سرانجام در پیمان پاریس (۱۲۵۹) از ادعای انگلیسی‌ها بر نورماندی صرف نظر کرد.
پس از آن، دوک‌نشین بخشی جدایی ناپذیر از حکومت سلطنتی فرانسه را تشکیل داد. پادشاهان دودمان والوآ سنت اعطای عنوان را به وارثان خود آغاز کردند. این عنوان چهار بار (۱۳۳۲، ۱۳۵۰، ۱۴۶۵، ۱۷۸۵) بین فتح نورماندی توسط فرانسه و انحلال سلطنت فرانسه در سال ۱۷۹۲ اعطا شد. انقلاب فرانسه به دوک‌نشین نورماندی به عنوان یک نهاد سیاسی پایان داد که در آن زمان استانی از فرانسه بود و چندین بخش جایگزین آن شد.

## فهرست کنت‌های روآن (۹۱۱–۹۹۶)

### دودمان نورماندی
| پرتره | نام Lifespan                                                         | حکومت                       | ارتباط با حاکم پیشین                |
| ----- | -------------------------------------------------------------------- | --------------------------- | ----------------------------------- |
|       | رولو (رولون) ح. 835/870 – ۹۲۸/۹۳۳                                    | ۹۱۱–۹۲۸                     | اعطا شده توسط پیمان سنت کلر سور اپت |
|       | ویلیام یکم (گیوم یکم) ۸۹۳–۱۷ دسامبر ۹۴۲                              | ۹۲۷–۱۷ دسامبر ۹۴۲           | پسر رولو                            |
|       | ریچارد یکم the Fearless (R'chard Sans-Peux) ۲۸ اوت ۹۳۲–۲۰ نوامبر ۹۹۶ | ۱۷ دسامبر ۹۴۲–۲۰ نوامبر ۹۹۶ | پسر گیوم یکم                        |

## فهرست دوک‌های نورماندی (۹۹۶–۱۲۰۴)

### دودمان نورماندی(۹۹۶–۱۱۱۴)
| پرتره | نام Lifespan                                                             | دوران حکمرانی            | ازدواج(ها) | رابطه با سلف(ها)               | عنوان‌های دیگر   |
| ----- | ------------------------------------------------------------------------ | ------------------------ | --- | ------------------------------ | --------------- |
|       | ریچارد دوم ریچارد خوب (R'chard le Bouon) ۹۷۸–۲۸ اوت ۱۰۲۶                 | ۹۹۶–۱۰۲۶                 | (۱) جودیت از بریتانی شش فرزند (ازدواج: ۱۰۰۰؛ درگذشت ۱۰۱۷) (۲) پوپیای انورمئو دو بچه (ازدواج :۱۰۱۷)                            | پسر ریچارد یکم                 |                 |
|       | ریچارد سوم (R'chard III) ۹۹۷/۱۰۰۱–۶ اوت ۱۰۲۷                             | ۲۸ اوت ۱۰۲۶–۶ اوت ۱۰۲۷   | هرگز ازدواج نکرد | پسر ریچارد دوم                 |                 |
|       | روبر یکم باشکوه (رابرت لو مگنیفیک) ۲۲ ژوئن ۱۰۰۰–۱ تا ۳ ژوئیه ۱۰۳۵        | ۱۰۲۷–۱۰۳۵                | هرگز ازدواج نکرد رابطه خارج از ازدواج با هرلوا داشت یک پسر یا یک پسر و یک دختر                                                | برادر ریچارد سوم               |                 |
|       | ویلیام دوم فاتح (Gllaome le Contchérant) ۳ ژوئیه ۱۰۳۵–۹ سپتامبر ۱۰۸۷     | ح. ۱۰۲۸ – ۹ سپتامبر ۱۰۸۷ | ماتیلدای فلاندر ده بچه (ازدواج: ۱۰۵۱/۲؛ متوفی ۱۰۸۳)                                                                           | پسر روبر یکم                   | پادشاه انگلستان |
|       | روبر دوم کورتوز (روبر (رابرت) کورتوز) ح. ۱۰۵۱ – ۳ فوریه ۱۱۳۴             | ۹ سپتامبر ۱۰۸۷–۱۱۰۶      | سیبیلا از Conversano یک پسر (ازدواج: ۱۱۰۰؛ درگذشت ۱۸ مارس ۱۱۰۳)                                                               | پسر ارشد ویلیام دوم            |                 |
|       | هنری یکم بوکلرک (هنری یکم بوکلرک) ح. ۱۰۶۸ – ۱ دسامبر ۱۱۳۵                | ۱۱۰۶–۱ دسامبر ۱۱۳۵       | (۱) ماتیلدا اسکاتلند یک پسر و یک دختر (ازدواج: ۱۱۰۰؛ درگذشت ۱۱۱۸) (۲) آدلیز لووین هیچ فرزندی نداشت (ازدواج: ۱۱۲۱)             | برادر رابرت دوم پسر ویلیام دوم | پادشاه انگلستان |
|       | ویلیام (سوم) Clito (گلامه کلیتون) ۲۵ اکتبر ۱۱۰۲–۲۸ ژوئیه ۱۱۲۸ (Claimant) | ۱۱۰۶–۱۱۲۸                | (۱) سیبیلا آنژو هیچ فرزندی نداشت (ازدواج: ۱۱۲۳؛ باطل ۱۱۲۴) (۲) جوانا از مونتفرات هیچ فرزندی نداشت (ازدواج: ۱۱۲۷؛ درگذشت ۱۱۲۸) | پسر ارشد رابرت کورتوز          | کنت فلاندر      |

### خاندان بلوآ(۱۱۳۵–۱۱۴۴)
| پرتره | نام Lifespan                                    | حکومت     | ازدواج(ها)                                                      | رابطه با حاکم پیشین                                   | عنوان‌های دیگر   |
| ----- | ----------------------------------------------- | --------- | --------------------------------------------------------------- | ----------------------------------------------------- | --------------- |
|       | استیون یکم (اتین اول) ۱۰۹۲/۱۰۹۶ – ۲۵ اکتبر ۱۱۵۴ | ۱۱۳۵–۱۱۴۴ | ماتیلدا اول، کنتس بولونی، پنج فرزند (ازدواج: ۱۱۳۶؛ درگذشت ۱۱۵۲) | نوه ویلیام دوم از طریق آدلا بلوایی برادرزاده هنری یکم | پادشاه انگلستان |

### دودمان پلانتاژنه(۱۱۴۴–۱۲۵۹)
| پرتره | نام Lifespan                                                             | دوران حکمرانی               | ازدواج(ها) | رابطه با سلف(ها)                                           | عنوان‌های دیگر                       | جزئیات دیگر                                                                 |
| --- | ------------------------------------------------------------------------ | --------------------------- | --- | ---------------------------------------------------------- | ----------------------------------- | --------------------------------------------------------------------------- |
| | جفری یکم خوش تیپ (Geffrai le Biau) ۲۴ اوت ۱۱۱۳–۷ سپتامبر ۱۱۵۱            | ۱۱۴۴–۱۱۵۰                   | ماتیلدا از انگلیس دختر هنری یکم سه بچه (ازدواج: ۱۱۲۸)                                                                | داماد هنری یکم                                             | کنت آنژو                            | نورماندی را از استیون یکم فتح کرد.                                          |
| | هنری دوم Curtmantle (هنری کورت-مانته) ۵ مارس ۱۱۳۳–۶ ژوئیه ۱۱۸۹           | ۱۱۵۰–۶ ژوئیه ۱۱۸۹           | النور آکیتن هشت فرزند (ازدواج:۱۱۵۲)                                                                                  | پسر جفری یکم یک بار به وسیله استیون یکم از این مقام عزل شد | پادشاه انگلستان                     |                                                                             |
| هنری دوم پسرش هنری پادشاه جوان (۱۱۵۵–۱۱۸۳) را به عنوان حکومت مشترک با خود برگزید، اما این رسم نورمنی برای تعیین وارث بود، و هنری جوان، از پدرش بیشتر عمر نکرد و نتوانست به تنهایی حکومت کند. او به عنوان دوک در لیست دوک‌ها به حساب نمی‌آید. |                                                                          |                             | |                                                            |                                     |                                                                             |
| | ریچارد چهارم شیردل (R'chard le Quor de Lion) ۸ سپتامبر ۱۱۵۷–۶ آوریل ۱۱۹۹ | ۳ سپتامبر ۱۱۸۹–۶ آوریل ۱۱۹۹ | برنگاریای ناوار هیچ فرزند مشروعی نداشت (ازدواج ۱۱۹۱)                                                                 | پسر هنری دوم                                               | با عنوان ریچارد یکم پادشاه انگلستان |                                                                             |
| | جان یکم Lackland (بی‌زمین) (ژان سن تره) ۲۴ دسامبر ۱۱۶۶–۱۹ اکتبر ۱۲۱۶      | ۱۱۹۹–۱۹ اکتبر ۱۲۱۶          | (۱) ایزابلا، کنتس گلاستر هیچ فرزندی نداشت (ازدواج ۱۱۸۹؛ باطل ۱۱۹۹) (۲) ایزابلا، دوشس آنگولیم پنج فرزند (ازدواج ۱۲۰۰) | برادر ریچارد چهارم پسر هنری دوم                            | پادشاه انگلستان لرد ایرلند          | سرزمین اصلی نورماندی را در سال ۱۲۰۴ از دست داد                              |
| | هنری سوم (هنری سوم) ۱ اکتبر ۱۲۰۷–۱۶ نوامبر ۱۲۷۲                          | ۱۲۱۶–۴ دسامبر ۱۲۵۹          | النور پرووانس پنج فرزند (ازدواج ۱۲۳۶)                                                                                | پسر جان یکم                                                | پادشاه انگلستان                     | بر اساس پیمان پاریس (۱۲۵۹)، از سرزمین اصلی نورماندی و عنوان دوک صرف نظر کرد |

## مجسمه
مجسمه هفت دوک اول در فالز، کالوادس در نورماندی در قرن نوزدهم ساخته شد. این تصویر ویلیام فاتح، دوک نورماندی و بعدها پادشاه انگلیس را سوار بر اسب نشان می‌دهد و توسط مجسمه‌های شش اسلاف خود احاطه شده‌است.

## عنوان امروزی

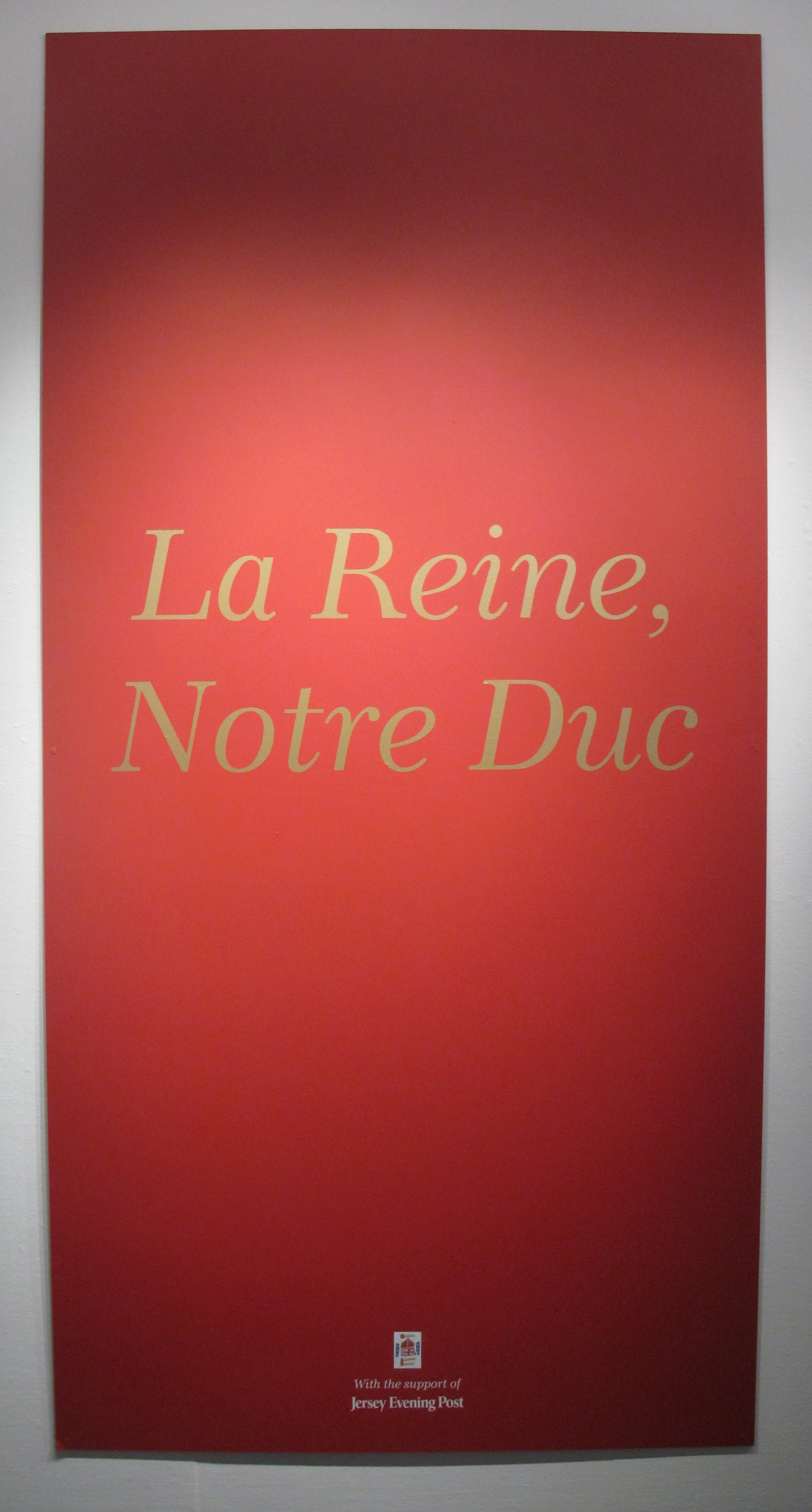
"La Reine, Notre Duc": عنوان نمایشگاه جوبیلی الماس در مرکز هنری جرسی

در جزایر مانش، پادشاه بریتانیا به عنوان "دوک نورماندی" شناخته می‌شود، با وجود این واقعیت که پادشاه فعلی، ملکه الیزابت دوم، یک زن است. جزایر کانال آخرین بخش باقیمانده از دوک‌نشین سابق نورماندی است که تحت حاکمیت پادشاه بریتانیا باقی مانده‌است. اگرچه پادشاهی انگلیس در سال ۱۲۵۹ (در پیمان پاریس) از ادعاهای مربوط به نورماندی قاره‌ای و سایر ادعاهایش بر فرانسه چشم پوشی کرد، اما جزایر مانش (به جز چوسی که تحت حاکمیت فرانسه است) همچنان به تاج و تخت بریتانیا وابسته است. مورخ بریتانیایی بن پیملوت خاطرنشان کرد که در حالی که ملکه الیزابت دوم در ماه مه ۱۹۶۷ در حال بازدید از سرزمین اصلی نورماندی بود، مردم محلی فرانسوی شروع به برداشتن کلاه و فریاد "زنده باد دوشس" ("Vive la Duchesse!") کردند، که ظاهراً ملکه پاسخ داد: "خب، من دوک نورماندی هستم!". هر دو قانونگذار جزایر کانال از الیزابت دوم به ترتیب به عنوان «ملکه در سمت راست جرسی» یا «ملکه در سمت راست گرنزی» به الیزابت دوم اشاره می‌کنند. با این حال، ملکه به عنوان «دوک نورماندی» شناخته می‌شود، عنوانی که جزیره‌نشینان از آن استفاده می‌کنند، ابراز وفاداری‌شان، جایی که آنها می‌گویند، «دوک نورماندی، ملکه ما»، یا «ملکه» دوک ما یا به زبان فرانسوی «La Reine, notre Duc» به جای «ملکه»، همان‌طور که در انگلستان رایج است.

## برای مطالعهٔ بیشتر
- Helmerichs, Robert. "Princeps, Comes, Dux Normannorum: Early Rollonid Designators and their Significance". Haskins Society Journal, 9 (2001): 57–77.

## لینک
- The Dukes of Normandy: From Rollo to William of Normandy بایگانی‌شده  در ۳ نوامبر ۲۰۱۱ توسط Wayback Machine